# Јован Марковић (сценариста)
Јован Марковић (Милутовац, 9. октобар 1938) српски је сценариста и продуцент. Као сценариста и продуцент потписао је око тридесет играних и више од стотину документарних и краткометражних филмова.

## Биографија
Учествовао је као драматуршки сарадник на сценарију за други део филмског хита Дошло доба да се љубав проба из 1980 године. Заједно са Зораном Чалићем потписао је још 6 осталих наставака филмске хит комедије Луде године.
Заједно са неколицином самосталних филмских радника 1983 оснива самосталну тј. приватну филмску организацију ФИТ ( Филм и Тон ) где активно учествује и као продуцент.
Продуцирао је филмске наслове попут: Мољац, Нема проблема, Жикина династија, Друга Жикина династија, Луталица итд.
Написао је и сценарија такође за филмску комедију Хајде да се волимо и Хајде да се волимо 2 из 1987 и 1989 године и био као косценариста сарајевске хит комедије Брачна путовања из 1991 године.
Данас се претежно бави продуцирањем краткометражних документарних филмова.
Живи и ради у Београду.

## Приватни живот
У браку са Милком, професорком руског језика, има троје деце, познатог историчара и политичара Предрага и ћерке Даницу, која је ветеринар и писац и Милену, која је награђивана песникиња, драмска списатељица и сценаристкиња. Његова унука је глумица Миона Марковић, а брат од тетке био је чувени писац, академик и политичар Добрица Ћосић.

## Награда и чланства
За своје игране филмове добио је бројне међународне награде: Кан, Чикаго, Манхајм („Случај Хармс“), Валенсија („Чавка“), затим признања у Москви, Минску, Кијеву. На свим овдашњим фестивалима (Пула, Херцег Нови, Ниш, Врњачка Бања) овенчани су филмови које је радио као сценариста и продуцент.
Домаћа и страна признања припала су и његовим документарцима.
Поред осталог, седам пута је добио „Гран при“ и друге значајне награде на Фестивалу документарног и краткометражног филма у Београду.
Године 2012. добио је одликовање од Руске православне цркве.
Члан је Академије филмске уметности и науке и има звање заслуженог уметника. Оснивач је многих манифестација, између осталих Фестивала „Златни витез“ у Москви, „Фестивала ауторског филма“ у Београду и Фестивала спортског филма на Златибору.

## Филмографија
| 1980-е |                                |                                      |
| 1980.  | Дошло доба да се љубав проба   | сарадник на сценарију                |
| 1981.  | Љуби, љуби, ал' главу не губи  | сценариста                           |
| 1983.  | Какав деда, такав унук         | сценариста                           |
| 1983.  | Иди ми, дођи ми                | сценариста                           |
| 1984.  | Мољац (филм)                   | продуцент                            |
| 1984.  | Шта се згоди кад се љубав роди | сценариста                           |
| 1985.  | Оркестар једне младости        | сценариста                           |
| 1985.  | Жикина династија               | сценариста и продуцент               |
| 1985.  | Ћао инспекторе                 | сценариста и продуцент               |
| 1986.  | Друга Жикина династија         | сценариста и продуцент               |
| 1987.  | Био једном један Снешко        | сценариста и продуцент               |
| 1987.  | Случај Хармс                   | сценариста и продуцент               |
| 1987.  | Луталица                       | продуцент                            |
| 1987.  | Хајде да се волимо             | сценариста                           |
| 1988.  | Сулуде године                  | сценариста                           |
| 1989.  | Балкан експрес 2               | продуцент                            |
| 1989.  | Масмедиологија на Балкану      | продуцент                            |
| 1989.  | Хајде да се волимо 2           | сценариста                           |
| 1990-е |                                |                                      |
| 1990.  | Балканска перестројка          | продуцент                            |
| 1991.  | Брачна путовања                | сценариста                           |
| 1992.  | Проклета је Америка            | продуцент                            |
| 2020-е |                                |                                      |
| 2025.  | Луда година                    | супервизор на сценарију и продукцији |